# Страшные истории в двух предложениях
«Страшные истории в двух предложениях» (англ. Two Sentence Horror Stories) — американский телесериал-антология в жанре ужасов, транслируемый на телеканале The CW. Изначально сериал представлял собой веб-сериал, премьера которого состоялась 3 октября 2017 года. Права на трансляцию телеканал получил в середине 2019 года, а первый эпизод полноценного телесериала вышел в эфир 8 августа 2019 года. В мае 2020 года The CW продлил сериал на 3 сезон, премьера которого состоялась 12 января 2021 года. В сентябре 2020 года сериал был заранее продлён на 4 сезон, выход которого состоялся 16 января 2022 года.  
В июле 2023 года стало известно, что The CW официально закрыл сериал после 4 сезона.

## Сюжет
«Страшные истории в двух предложениях» являются антологией — каждый эпизод рассказывает свою независимую историю с совершенно разными персонажами и сюжетами. Во всех эпизодах сериала показываются абсолютно непохожие друг на друга истории: про маньяков, монстров, призраков и много кого ещё. 

## Разработка
Сериал начал выходить в октябре 2017 года в качестве веб-сериала на стриминговой платформе go90, но вскоре телеканал The CW выкупил права на трансляцию сериала и адаптировал его к показу на телевидении. Главная идея сериала заключается в том, что в каждом эпизоде рассказывается самостоятельная страшная история с разными актёрами и персонажами. По подобной схеме работают и другие популярные антологические хоррор-сериалы — «Американская история ужасов», «Они», «Сумеречная зона», «Боишься ли ты темноты?» и другие. 
Главная особенность сериала в том, что для создания большинства эпизодов были привлечены телезрители: с помощью специального конкурса The CW выбирал самый лучший вариант фанатского сценария и использовал его для съёмок. При этом, каждый сценарий состоит всего из 2-х предложений. В каждом эпизоде показываются оба предложения: первое показывается в начале эпизода, второе — в конце. Именно по этой причине сериал и получил такое название. 

## Сезоны
| Сезон | Сезон | Эпизоды | Оригинальная дата выхода | Оригинальная дата выхода | Телеканал |
| Сезон | Сезон | Эпизоды | Премьера сезона          | Финал сезона             | Телеканал |
| ----- | ----- | ------- | ------------------------ | ------------------------ | --------- |
|       | 1     | 5       | 3 октября 2017           | 31 октября 2017          | go90      |
|       | 2     | 9       | 8 августа 2019           | 19 сентября 2019         | The CW    |
|       | 3     | 10      | 12 января 2021           | 16 февраля 2021          | The CW    |
|       | 4     | 10      | 16 января 2022           | 20 февраля 2022          | The CW    |

## Эпизоды

### Сезон 1(2017)
| № общий | № в сезоне | Название                      | Режиссёр        | Автор сценария | Дата премьеры   |
| ------- | ---------- | ----------------------------- | --------------- | -------------- | --------------- |
| 1       | 1          | «Ма» «Ma»                     | Вера Миао       | Вера Миао      | 3 октября 2017  |
| 2       | 2          | «Облом» «Snap»                | Дэнни Перез     | Вера Миао      | 10 октября 2017 |
| 3       | 3          | «Вина» «Guilt Trip»           | Джей Ди Диллард | Вера Миао      | 17 октября 2017 |
| 4       | 4          | «Сингулярность» «Singularity» | Вера Миао       | Вера Миао      | 24 октября 2017 |
| 5       | 5          | «Вторая кожа» «Second Skin»   | Райан Спинделл  | Вера Миао      | 31 октября 2017 |

### Сезон 2(2019)
| № общий | № в сезоне | Название                              | Режиссёр                    | Автор сценария                                        | Дата премьеры    |
| ------- | ---------- | ------------------------------------- | --------------------------- | ----------------------------------------------------- | ---------------- |
| 6       | 1          | «Джентльмен» «Gentleman»              | Наталья Юдин                | К.С. МакМаллен                                        | 8 августа 2019   |
| 7       | 2          | «Извиваться» «Squirm»                 | Вера Миао                   | Вера Миао                                             | 8 августа 2019   |
| 8       | 3          | «Наследие» «Legacy»                   | Вера Миао                   | Порнсак Пичетшот                                      | 15 августа 2019  |
| 9       | 4          | «Прятки» «Hide»                       | Рания Аттье, Даниэль Гарсия | Леон Хендрикс III, Сехадж Сетхи, Стефани Адамс-Сантос | 15 августа 2019  |
| 10      | 5          | «Наследник» «Scion»                   | Наталья Юдин                | Сехадж Сетхи                                          | 22 августа 2019  |
| 11      | 6          | «Руководство» «Tutorial»              | Тайариша По                 | К.С. МакМаллен                                        | 29 августа 2019  |
| 12      | 7          | «Единственный ребёнок» «Only Child»   | Никьяту Джусу               | Леон Хендрикс III                                     | 5 сентября 2019  |
| 13      | 8          | «Маленькие монстры» «Little Monsters» | Тайариша По                 | Вера Миао                                             | 12 сентября 2019 |
| 14      | 9          | «Трилогия» «Trilogy»                  | Вера Миао, Джей Ди Диллард  | Вера Миао                                             | 19 сентября 2019 |

### Сезон 3(2021)
| № общий | № в сезоне | Название                              | Режиссёр                    | Автор сценария                     | Дата премьеры   |
| ------- | ---------- | ------------------------------------- | --------------------------- | ---------------------------------- | --------------- |
| 15      | 1          | «Человек с сумкой» «Bag Man»          | Кимани Рэй Смит             | Вера Миао, Леон Хендрикс III       | 12 января 2021  |
| 16      | 2          | «Эллиот» «Elliot»                     | Чейз Джойнт                 | Стефани Адамс-Сантос               | 12 января 2021  |
| 17      | 3          | «Инстинкт» «Instinct»                 | Кейли Спир, Сэм Спир        | Сехадж Сетхи                       | 19 января 2021  |
| 18      | 4          | «Самозванец» «Imposter»               | Джен Ляо                    | Порнсак Пичетшот                   | 19 января 2021  |
| 19      | 5          | «Квота» «Quota»                       | Линн Стопкевич              | Мелоди Купер                       | 26 января 2021  |
| 20      | 6          | «Исправление» «Fix»                   | Рания Аттье, Даниэль Гарсия | Кристин Хантли                     | 26 января 2021  |
| 21      | 7          | «Эссенция» «Essence»                  | Бола Огун                   | Меган Розати                       | 2 февраля 2021  |
| 22      | 8          | «Мертвец» «El Muerto»                 | Рания Аттье, Даниэль Гарсия | Карлос Фоглия, Люси Луна           | 9 февраля 2021  |
| 23      | 9          | «Ибеджи» «Ibeji»                      | Бола Огун                   | Мелоди Купер, Стефани Адамс-Сантос | 16 февраля 2021 |
| 24      | 10         | «Проявления судьбы» «Manifest Destin» | Кимани Рэй Смит             | Райан Харрис, Мигизи Пенсоно       | 16 февраля 2021 |

### Сезон 4(2022)
| № общий | № в сезоне | Название                                      | Режиссёр             | Автор сценария                     | Дата премьеры   |
| ------- | ---------- | --------------------------------------------- | -------------------- | ---------------------------------- | --------------- |
| 25      | 1          | «Крах» «Crush»                                | Кейли Спир, Сэм Спир | Эми Ду Турлоу                      | 16 января 2022  |
| 26      | 2          | «Растительная жизнь» «Plant Life»             | Вера Миао            | Стефани Адамс-Сантос               | 16 января 2022  |
| 27      | 3          | «Токсичность» «Toxic»                         | Чейз Джойнт          | Лиз Элпер                          | 23 января 2022  |
| 28      | 4          | «Чаепитие» «Teatime»                          | Кейли Спир, Сэм Спир | Стефани Адамс-Сантос               | 23 января 2022  |
| 29      | 5          | «Зубы» «Teeth»                                | Кэтлин Хепбёрн       | Лиза Моралес                       | 30 января 2022  |
| 30      | 6          | «Убийца внутри» «The Killer Inside»           | Хайди Саман          | Сехадж Сетхи                       | 30 января 2022  |
| 31      | 7          | «Картель мотеля Пателов» «Patel Motel Cartel» | Нимиша Мукерджи      | Сехадж Сетхи                       | 6 февраля 2022  |
| 32      | 8          | «Исчезнувшие» «Erased»                        | Альберт Шин          | Лиз Элпер                          | 6 февраля 2022  |
| 33      | 9          | «Семейная реликвия» «Heirloom»                | Дюбуа Ашонг          | Лекетия Далко                      | 20 февраля 2022 |
| 34      | 10         | «Возвращение домой» «Homecoming»              | Чавес Олмос          | Стефани Адамс-Сантос, Лиза Моралес | 20 февраля 2022 |

## Критика
Сериал был воспринят критиками средне. На сайте-агрегаторе Rotten Tomatoes сериал имеет рейтинг в 43% одобрения со стороны зрителей.
Второй сезон «Страшных историй в двух предложениях» имеет средний рейтинг одобрения в 67% на основе 6 рецензий со стороны критиков. 
Третий сезон сериала получил сдержанные оценки зрителей — всего 43% одобрения.
Четвёртый сезон сериала получил сдержанно-негативные оценки со стороны зрителей — 40% одобрения на основе менее чем 50-ти рецензий.
По неизвестным причинам рейтинг одобрения первого сезона сериала не раскрывается.